# 467 av. J.-C.
Cette page concerne l'année 467 av. J.-C. du calendrier julien proleptique.

## Événements
- Mars-avril : Grandes Dionysies à Athènes. Eschyle présente sa tragédie Les Sept contre Thèbes dans laquelle il dépeint la lutte opposant les deux fils d'Œdipe, Étéocle et Polynice, pour s'approprier le trône de Thèbes[1].
- 18 septembre : début à Rome du consulat de Ti. Æmilius Mamercinus (Mamercus) (pour la seconde fois) et Q. Fabius Vibulanus[2].
- Date probable de la victoire de la Ligue de Délos sur les Perses à la bataille de l'Eurymédon[3], petit fleuve côtier de l' Asie Mineure (Pamphylie). Cimon d'Athènes anéantit la flotte perse d'Artaxerxès Ier et la flotte phénicienne (ou 469[4], 468[5] et 466 av. J.-C.[6]). Il détruit et capture près de 200 trières et bat les forces perses sur terre le même jour. Athènes peut intégrer dans son alliance les cités de Lycie et de Carie. Cette victoire marque la fin des guerres médiques commencées en 490  av. J.-C.. Le danger perse écarté, les cités de la Ligue de Délos ne veulent plus fournir les vaisseaux et les hommes prévus. Cimon leur permet de fournir à la place des navires vides et de l’argent, ce qui accroît la puissance d’Athènes.
- Début du règne de Thrasybule, tyran de Syracuse[7].
- À la mort de Hiéron de Syracuse, son frère Thrasybule, qui a éliminé le fils mineur de Hiéron, se rend impopulaire par ses violences. Les Syracusains révoltés sont aidés par les cités déjà libérées d’Agrigente, de Géla et d’Himère, par Sélinonte et les Sicules.
- Apparition de la comète de Halley mentionnée en Chine pour la première fois[8].

## Décès en 467 av. J.-C.
- Simonide de Céos, poète (né en −556), à Syracuse. Poète à la cour du tyran Hipparque à Athènes, il chante ensuite les Guerres médiques.
- Aristide le Juste, homme d’État athénien, chef du parti oligarchique.